# سنغ بست (هرازبي الجنوبي)
سنغ بست (بالفارسية: سنگ‌بست) هي قرية تقع في إيران في قسم هرازبي الجنوبی الريفي. يقدر عدد سكانها بـ 404 نسمة .